# Maria Klichowska
Maria Klichowska (ur. 2 lipca 1897 r. w Swornegaciach, zm. 15 grudnia 1942 r. w Poznaniu) – członkini Związku Walki Zbrojnej, działająca w specjalnej komórce organizacyjnej w ramach akcji „Dorsze”.

## Życiorys
Maria Klichowska, z domu Gliszczyńska, pseudonim „Czerska”, urodziła się 2 lipca 1897 roku w Swornegaciach. Była córką Franciszka i Marii z Bruskich. W latach 1906-1907 brała udział w strajku protestacyjnym w Prusach Zachodnich przeciwko usuwaniu języka polskiego ze szkół. Od 1922 zamieszkała w Poznaniu. 
Podczas II wojny światowej, wraz z synami, Zygmuntem i Zbigniewem, współdziałała w organizowaniu ucieczek i udzielaniu pomocy „Dorszom” – oficerom angielskim zbiegłym z obozu jenieckiego w Forcie VIII w Poznaniu. W 1941 zaangażowała się w działalność Związku Walki Zbrojnej. Kiedy w Poznaniu do akcji „Dorsze” powołano specjalną komórkę organizacyjną, pod kierownictwem podporucznika Witolda Verbno Łaszczyńskiego, Maria Klichowska weszła w jej skład. Poza Marią w sekcji działali: Klara Dolniak, Michalina Gorczycowa, Nikodem Kaliszan, Bolesław Kierczyński, Zbigniew Klichowski oraz Irena Markiewicz.
Akcja została zdekonspirowana 21 lutego 1942 roku. Tego dnia Gestapo aresztowało synów Marii Klichowskiej, Zygmunta i Zbigniewa Klichowskich. Marię, wraz z jej mężem, Bolesławem, aresztowano 27 lutego, i osadzono w Forcie VII. Maria starała się wziąć winę na siebie, by chronić synów i męża. 17 sierpnia 1942 roku została skazana na karę śmierci przez zgilotynowanie. Wyrok wykonano 15 grudnia 1942 w więzieniu przy ul. Młyńskiej w Poznaniu. 
Po zakończeniu śledztwa dotyczącego całej rodziny Klichowskich, mąż Marii został zwolniony, synowie znaleźli się w obozach – Zbigniew w niemieckim obozie koncentracyjnym Mauthausen, Zygmunt w obozie karno-śledczym w Żabikowie